# Axéréal
Axereal is een Franse landbouw- en agrovoedingscoöperatie met 12.700 landbouwers in de uitgestrekte regio Centre-Val de Loire, die zich uitstrekt van het zuiden van Parijs tot het noorden van Auvergne. Het verenigt twee complementaire activiteitsgebieden: landbouw (graanverwerking, handel, logistiek) en agrovoeding (malen, mouten, veredelen, gespecialiseerde activiteiten). De landbouwers van Axereal oogsten elk jaar ongeveer 5 miljoen ton graan.

## Activiteiten
Boortmalt is 's werelds grootste mouterij (1,85 miljoen ton in 2020) en produceert mout voor brouwers en distilleerders in haar 27 mouterijen over de hele wereld.
Axiane Meunerie is de derde grootste molenaar op de Franse markt en exploiteert 8 regionale molens die jaarlijks bijna 500.000 ton tarwe malen voor de verschillende marktsectoren: kleinschalige bakkerijen, industrie, en de bakkerij- en kruideniersafdelingen van grote levensmiddelenwinkels.
Axéréal Élevage is gespecialiseerd in de voeding van dieren, de organisatie van de productie, het fokken van dieren en als bouwer van stallen. De diervoederproductie vindt plaats in 9 vestigingen in Frankrijk. Jaarlijks wordt bijna 460.000 ton voeder voor runderen, schapen, geiten, pluimvee, varkens, paarden, wild en konijnen geproduceerd.